# Dominic Mahony
Dominic Jan Graham Mahony (Plymouth, 26 aprile 1964) è un ex pentatleta britannico.

## Palmarès
In carriera ha conseguito i seguenti risultati:
- Giochi olimpici:

Seul 1988: bronzo nel pentathlon moderno a squadre.
- Mondiali:

Moulins 1987: bronzo nel pentathlon moderno a squadre.